# Babešnica
Babešnica (cyr. Бабешница) – wieś w Bośni i Hercegowinie, w Republice Serbskiej, w gminie Modriča. W 2013 roku liczyła 18 mieszkańców.